# Aldayr Hernández
Aldayr Hernández (Magangué, Bolívar, Colombia; 4 de agosto de 1995) es un futbolista colombiano de ascendencia india. Juega de Defensa y actualmente milita en Kauno Žalgiris de la A Lyga de Lituania.

## Selección nacional
| Selección | Campeonato          | Sede    | Resultado  |
| --------- | ------------------- | ------- | ---------- |
| Sub-18    | Juegos Bolivarianos | Perú    | Campeón    |
| Sub-20    | Sudamericano Sub-20 | Uruguay | Subcampeón |

## Clubes
| Club           | País      | Año         | Partidos | Goles |
| -------------- | --------- | ----------- | -------- | ----- |
| Bogotá FC      | Colombia  | 2011 - 2016 | 171      | 0     |
| Bekaa          | Líbano    | 2018 - 2019 | 10       | 0     |
| TPS Turku      | Finlandia | 2019 - 2020 | 56       | 2     |
| HIFK Helsinki  | Finlandia | 2021        | 31       | 2     |
| Honka          | Finlandia | 2022 - 2023 | 70       | 5     |
| Kauno Žalgiris | Lituania  | 2024 - Act. | 45       | 1     |

## Palmarés

### Títulos internacionales
| Título              | Equipo          | País | Año  |
| ------------------- | --------------- | ---- | ---- |
| Juegos Bolivarianos | Colombia Sub-18 | Perú | 2013 |